# Полк, Леонидас
Леонидас Полк (англ. Leonidas Polk; 10 апреля 1806 — 14 июня 1864) — генерал армии Конфедерации во время гражданской войны в США. Так же был плантатором в округе Моури (Теннесси), и родственником президента Джеймса Полка. Принадлежал к епископальной церкви и служил епископом в диоцезе Луизиана, из-за чего известен так же как «The Fighting Bishop» (Сражающийся епископ).
Полк был одной из самый противоречивых фигур той войны. Не имея военного опыта, он достиг высоких воинских званий только благодаря своей дружбе с президентом Дэвисом. Он командовал корпусом во многих сражениях Западного Театра, но ничего выдающегося не совершил, хотя солдаты его любили, и он был своего рода символом Теннессийской армии. Полк погиб в сражении при Мариетте, во время битвы за Атланту.

## Ранние годы
Полк родился в Роли, штат Северная Каролина, в семье Сары (Хоукинс) Полк и полковника Уильяма Полка, ветерана американской войны за независимость и крупного плантатора. Его предки были шотландцами и ирландцами. Семья Полк владела 100 000 акрами земли (400 кв.км.) Леонидас поступил в университет Северной Каролины, затем — в военную академию Вест-Пойнт. На старших курсах он вступил в Епископальную Церковь и был крещён в храме при академии капелланом Чарльзом Мак-Илвейном, который позже стал епископом в Огайо. В академии Полк учился неплохо, особенно хорошо ему давалась риторика и моральная философия.
Он окончил академию 1 июля 1827 года, 8-м из 38-ми кадетов, и был определён в артиллерию во временном звании второго лейтенанта. Однако уже 1 декабря 1827 года Полк уволился из армии и поступил в вирджинскую теологическую семинарию. Он стал помощником епископа Ричарда Чаннинга Мора в Ричмонде. Мор возвёл его в чин дьякона в апреле 1830 года и рукоположил его в священники в 1831 году. 6 мая 1830 года Полк женился на Франсе Энн Дэвро, дочери Джона и Франсе Полок Девро. Её мать была внучкой пуританского теолога Джонатана Эдвардса. В этом браке родилось восемь детей. В 1832 Полк с семьёй переселился в округ Маури, где построил себе дом, известный как «Эшвуд-холл»
Полк был крупнейшим рабовладельцем округа Моури. В 1840 году у него было 111 рабов, в 1850 — более 200. Вместе со своими братьями он построил фамильную часовню в Эшвуде, известную как Храм Святого Иоанна. Он так же служил священником в храме Святого Петра в Колумбии (Теннесси). В 1841 году он был избран епископом Луизианы.

## Гражданская война

### Кентукки
После распада Союза Полк инициировал выход луизианского совета епископальной церкви из подчинения епископальной церкви США. Он надеялся, что сецессия приведёт к мирному разделу страны, однако сразу же написал своему другу и однокурснику по Вест-Пойнту, президенту Дэвису, предлагая свою службу в армии КША.
25 июня 1861 года Полк получил звание генерал-майора и был направлен командовать Департаментом № 2 (Примерно территория между реками Миссисипи и Теннесси). Именно он совершил крупнейший стратегический промах — в сентябре 1861 направил отряд Гидеона Пиллоу для оккупации Коламбуса (Кентукки). Этот штат был нейтрален, но действия Полка привели к тому, что Кентукки запросил помощи у Севера, который таким образом получил удобный плацдарм для вторжения в Теннесси.
Солдаты Полка впервые приняли участие в боевых действиях во время небольшого и безрезультатного сражения при Бельмонте 7 ноября 1861 года, где подчинённый Полка, бригадный генерал Гидеон Пиллоу, действовал против Улисса Гранта. Полк не присутствовал на поле боя, но был ранен неподалёку 11 ноября, когда при испытательных стрельбах разорвалось крупнейшее орудие в его армии, названное «Леди Полк» в честь его жены. Полк был сильно оглушён и потом выздоравливал несколько недель. В этот период он обсуждал стратегию дальнейших действий с Гидеоном Пиллоу и Альбертом Джонстоном. Недовольный тем, что вынужден подчиняться своему однокурснику по академии, он запросил у президента отставки, но тот отказал.

### В Миссиссипской армии

Флаг корпуса Полка

В апреле 1862 года Полк командовал I-м корпусом Миссисипской армии генерала Альберта Сидни Джонстона. В сражении при Шайло генерал Джонстон погиб и командующим был назначен Брэкстон Брэгг. Соединение Полка иногда называли корпусом, а иногда «правым крылом» армии. Осенью, во время вторжения в Кентукки, Брэгг отправился во Франкфурт на инаугурацию губернатора, оставив Полка временным командиром армии.
В сражении при Перривилле правое крыло под командованием Полка должно было атаковать Огайскую армию генерала Бьюэлла, но Полк так и не решился на полноценную атаку. Одна из легенд войны гласит, что Полк был свидетелем наступления дивизии генерала Бенджамина Читема. «задайте им адского огня, ребята!» — крикнул Читем, и Полк, вспомнив о своей роли епископа, повторил: «Задайте им, ребята, задайте им того, что сказал генерал Читем!»

### Теннессийская армия
После Перривилля Полк начал долгую борьбу за отстранение Брэгга от командования, надеясь на свои близкие отношения с президентом Дэвисом. Несмотря на неудачи в Кентукки, Брэгг остался на своём посту и его конфликт с Полком продолжился. 11 октября 1862 года Полка повысили до генерал-лейтенанта (задним числом от 10 октября) и он стал вторым по старшинству генералом армии Конфедерации, уступая только Лонгстриту. В ноябре Миссисипская армия была переименована в Теннессийскую армию и Полк командовал её I Корпусом до сентября 1863 года.
В конце 1862 года Полк участвовал с сражении на Стоунз-Ривер, и снова подчинённые Брэгга пытались добиться его смещения ввиду неудачного исхода сражения. В целом сражение прошло вничью, но Брэгг в итоге не сумел остановить наступление федеральной армии в Кумберленде и начал отступать к Туллахоме. Во время Туллахомской кампании Брэгг снова не смог остановить наступление армии Роузкранса, который начал угрожать Чаттануге. Полк посоветовал Брэггу не оборонять форты Туллахомы, а отступить и не рисковать армией.
В итоге Роузкранс вынудил Брэгга отступить от Чаттануги и Теннессийская армия ушла в горы северо-западной Джорджии, отбиваясь от преследующей её Кумберлендской армии. Брэгг решил атаковать и уничтожить хотя бы один из корпусов Роузкранса, и приказал дивизии Томаса Хиндмана из корпуса Полка атаковать противника у Дэвис-Кроссроуд 11 сентября, но Хиндман не смог выполнить приказ, что взбесило Брэгга. Через два дня Полк не выполнил ещё один приказ Брэгга и не атаковал другой изолированный корпус противника.
В сентябре Полк участвовал в сражении при Чикамоге. Он командовал правым крылом армии и отвечал за начало атаки на второй день сражения, 19 сентября. Он не уведомил своих подчинённых о планах на этот день и в итоге его крыло опоздало с атакой, позволил противнику завершить возведение полевых укреплений. После войны Брэгг писал, что если бы не эти потерянные часы, «независимость могла бы быть завоёвана».
Чикамога стала крупной тактической победой Брэгга, но вместо того, чтобы преследовать противника и уничтожить его на отходе, Брэгг начал осаду Чаттануги. Он потребовал от Полка объяснений за неудачи 20-го сентября, но Полк свалил вину на своего подчинённого, генерала Дэниеля Хилла. Брэгг написал президенту Дэвису: «Генерал Полк по причине своего образования и способностей неспособен выполнять данные ему приказы.» После этого Брэгг отстранил Полка от командования и направил его в Атланту ожидать дальнейших распоряжений. Полк жаловался военному секретарю на «произвол и незаконность» и настаивал на следствии, но это не помогло. Однако, он остался в армии, несмотря на протесты подчинённых.

## Атлантская кампания и гибель
Президент Дэвис направил Полка командовать департаментом Миссисипи и Восточной Луизианы (23 декабря 1863 — 28 января 1864) и затем департаментом Алабама и Восточное Миссисипи (28 января 1864 — 4 мая 1864). Он стал командовать войсками штата Миссисипи после перевода Джонстона на должность командира Теннессийской армии. В феврале 1864 Полк пытался воспрепятствовать рейду Шермана на Меридиан, но потерпел неудачу. В мае его войска были посланы на соединение с армией Джонстона, чтобы остановить наступление Шермана на Атланту. 4 мая Полк стал командиром третьего Корпуса Теннессийской армии.
Полк привёл в Джорджию почти 20 000 человек. Ввиду своего высокого звания он стал вторым по уровню командиром в армии после Джонстона. 13 — 14 мая его корпус принял участие в сражении при Ресаке. Именно на его участке федеральной армии удалось занять участок, создающий угрозу коммуникациям армии Юга.
14 июня 1864 года Полк вместе со штабными офицерами изучал позиции противника около Мариетты. Увидев группу офицеров противника на открытой местности, Шерман велел генералу Ховарду открыть по ним огонь. 5-я индианская батарея капитана Петера Симонсона дала несколько залпов: первые попали довольно близко, снаряды второго залпа — ещё ближе, заставив офицеров рассредоточиться. Во время третьего залпа 76-миллиметровый снаряд попал Полку в левую руку, прошёл через грудь, повредил правую руку и, пройдя навылет, разорвался у дерева. Полк был фактически рассечён надвое.
Полк был похоронен в Огасте, впоследствии перезахоронен в Новом Орлеане. В его честь был назван Форт-Полк в Луизиане.
Его племянник, Люциус Полк, так же служил в Теннессийской армии в звании бригадного генерала и участвовал в боях за Атланту.